# Црква Свети Јован Канео
Црква Светог Јована Богослова је мала и питорескна црква код рибарског села Канео у непосредној близини града Охрида, на стени изнад Охридског језера у Северној Македонији.

## Историја
Црква је посвећена Светом Јовану Богослову. Саграђена је крајем 13. века. Стефан Душан у време када је био краљ, је око 1337. године метох цркве Светог Јована Богослова „с ловиштем“ поклонио манастиру Трескавац у Прилепу. Стефан Душан је ово потврдио повељом од 1342. до 1345. године.
Тачан датум изградње цркве није познат, али документи са појединостима о црквеној имовини сугеришу да је саграђена пре 1447. године. Археолози верују да је црква изграђена нешто пре успона Османског царства вероватно у 13. веку. Радови на рестаурацији цркве 1964. године довели су до открића фреске у куполи цркве.

## Архитектура
Основа цркве је у облику правилног уписаног крста. Архитекта цркве је непознат, али се сматра да је он био под утицајем јерменске црквене архитектуре. Црква је темељно обновљена у 14. веку, нешто пре доласка Турака у Македонију. За османских времена црква је почела пропадати, тако да је вероватно потпуно напуштена у периоду 17. — 19. века, због тога је пропао највећи део фресака. Црква је обновљена у 19. веку, када су обновљен свод, дограђена припрата и изграђен звоник. Ово је све срушено због комплетне рестаурације објекта 1963-1964. године.
Дрвени иконостас који дели унутрашњост цркве је из 20. века. Из византијских времена је фреска Христос Пантократор (владар) насликана у куполи цркве. Већина осталих фресака у цркви је из 20. века из времена рестаурације објекта. Од фрески се истиче она на којој је лик Св. Климента Охридског (чији се манастир, Св. Пантелејмон, налази у близини цркве) у пратњи Св. Еразма Лихнидског (Охридског).